# لس کمپل
لس کمپل (انگلیسی: Les Campbell؛ ۲۶ ژوئیه ۱۹۳۵ – ۱۰ نوامبر ۲۰۱۹) بازیکن فوتبال اهل بریتانیا بود.
از باشگاه‌هایی که در آن بازی کرده‌است می‌توان به باشگاه فوتبال پرستون نورث اند، باشگاه فوتبال ترانمره راورز، باشگاه فوتبال آلترینچام، باشگاه فوتبال بلکپول، و باشگاه فوتبال ویگان اتلتیک اشاره کرد.